# 程映虹
程映虹（1959年—）是一位中国历史学家。

## 生平
1959年出生于苏州，1988年毕业于中国社会科学院研究生部，2001年获美国东北大学博士学位。曾任教于苏州大学。曾于2006年，2007年，2010年在新加坡国立大学东亚研究所任访问学者。研究兴趣在国际共产主义运动和文化大革命的国际影响。曾在《读书》、《二十一世纪》、《世界历史》、《当代中国研究》等中文学术刊物上发表文章多篇，有《二十世纪最后的革命家—菲德尔·卡斯特罗传》和《西窗东眺》出版，也在《中国季刊》、《冷战研究》、《现代亚洲研究》、《世界历史杂志》、《历史罗盘》和《现代中国文学与文化》等英文学术刊物上发表论文多篇。博士论文《塑造新人--从启蒙运动观念到社会主义现实》由美国夏威夷大学出版社出版。2003年起任美国特拉华州立大学历史系副教授。

## 作品
- 《二十世纪最后的革命家—菲德尔·卡斯特罗传》，曾引起古巴外交部强烈抗议，此书后被中宣部查禁。